# John W. Lane

Grab von John W. Lane auf dem Pioneer Cemetery, Dallas

John W. Lane (* 23. Februar 1835; † 16. September 1888) war ein texanischer Politiker.

## Werdegang
Lane stammte ursprünglich aus Kentucky. Ausgebildet als Drucker kam er 1859 nach Dallas, dort fand er bei der Tageszeitung Dallas Herald eine Anstellung und wurde später deren Mitherausgeber. 1860 heiratete er Elizabeth Crutchfield und schloss sich im Jahr darauf der 18. Texanischen Kavallerie an, in deren Reihen er im Amerikanischen Bürgerkrieg kämpfte.
Nach seiner Heimkehr wurde Lane 1866 zum Bürgermeister von Dallas gewählt. Am 4. September desselben Jahres gab er das Amt auf, um persönlicher Sekretär von Gouverneur James W. Throckmorton zu werden. Von 1869 bis 1872 gehörte er als Abgeordneter dem Repräsentantenhaus von Texas an. Dort setzte er sich 1871 nachhaltig für ein Gesetz ein, das den Anschluss von Dallas an das Schienennetz der Texas and Pacific Railroad sicherstellte.
Er war Mitglied der Tannehill Lodge No. 52 AF & AM. Sein Grab befindet sich in der Freimaurerabteilung des Pioneer Cemetery im Zentrum von Dallas.